# Hidroximetilfurfural
Hidroximetilfurfuralul (HMF sau furan-2-carbaldehida), cunoscut, de asemenea și sub denumirea de 5-(hidroximetil)furfural, este un compus organic obținut prin deshidratarea anumitor zaharuri.   Este un solid alb (deși probele comerciale sunt adesea galbene) cu punct de topire scăzut. Este foarte solubil atât în apă cât și în solvenții organici. Molecula este formată dintr-un inel de tip furan, care conține atât grupări funcționale aldehidă cât și alcool . 
HMF se poate forma în alimente care conțin zahăr, în special ca urmare a încălzirii sau a gătitului. Formarea sa în mâncăruri fost subiect de studiu deoarece HMF a fost considerat ca fiind potențial cancerigen pentru om. Cu toate acestea, până în prezent nu s-a dovedit că ar putea provoca mutații genetice in vivo. Nu pot fi trase concluzii în privința posibilelor mutații și a efectelor cancerigene asupra omului.   HMF este clasificat ca agent de îmbunătățire a alimentelor  și este utilizat, în principal, în industria alimentară sub forma unui aditiv alimentar cu rolul de biomarker, precum și potențator de aromă pentru produsele alimentare.   De asemenea, este produs industrial la scară moderată  ca materie primă cu impact neutru asupra carbonului pentru producția de combustibili  și alte substanțe chimice. 